# 喜淤雀鯛
喜淤雀鯛（學名：Pomacentrus cheraphilus），是輻鰭魚綱鱸形目雀鯛科雀鯛屬的其中一種，分布於西太平洋汶萊及菲律賓海域，深度10至18公尺，體呈卵圓形且側扁，吻圓鈍，體被櫛鱗，幼年期體黃色，頭部上部和身體鄰近的前背部分有藍色條紋，成魚期體淺灰色至深灰褐色，在側線起點下方有一個暗邊綠色斑點，背鰭硬棘13枚、背鰭軟條13-14枚、臀鰭硬棘2枚、臀鰭軟條13-15枚，體長可達6.1公分，棲息在珊瑚礁，以浮游生物為食，繁殖期時成對出現，雄魚會守護卵直到孵化，生活習性不明。